# أرتورو تيزون
أرتورو تيزون (بالإسبانية: Arturo Tizón)‏ مواليد 25 مايو 1984 في لا فال د'أويتشو، إسبانيا، هو متسابق دراجات نارية إسباني. نافس في سباقات بطولة العالم لفئة 250 سي سي ولفئة 50 سي سي. كما شارك في بطولة العالم للسوبرسبورت.

## نتائج الجائزة الكبرى
| الموسم | الفئة     | الدراجة | السباقات | الفوز | المنصة | الانطلاق | النقاط | المركز |
| ------ | --------- | ------- | -------- | ----- | ------ | -------- | ------ | ------ |
| 2005   | 250 سي سي | هوندا   | 3        | 0     | 0      | 0        | -      | -      |
| 2006   | 250 سي سي | هوندا   | 16       | 0     | 0      | 0        | 11     | 23     |
| 2007   | 250 سي سي | أبريليا | 6        | 0     | 0      | 0        | 1      | 30     |
| إجمالي |           |         | 25       | 0     | 0      | 0        | 12     |        |

### السباقات حسب السنة
(مفتاح)
| السنة | الفئة     | الدراجة | 1          | 2            | 3          | 4        | 5        | 6          | 7             | 8         | 9           | 10           | 11      | 12           | 13            | 14          | 15          | 16          | 17     | مركز. | نقاط |
| ----- | --------- | ------- | ---------- | ------------ | ---------- | -------- | -------- | ---------- | ------------- | --------- | ----------- | ------------ | ------- | ------------ | ------------- | ----------- | ----------- | ----------- | ------ | ----- | ---- |
| 2005  | 250 سي سي | هوندا   | إسبانيا    | البرتغال     | الصين      | فرنسا    | إيطاليا  | كتالونيا   | هولندا        | بريطانيا  | ألمانيا     | تشيك         | اليابان | ماليزيا      | قطر           | أستراليا 19 | تركيا 18    | بلنسية ل.ين |        | ن.غ.م | 0    |
| 2006  | 250 سي سي | هوندا   | إسبانيا 12 | قطر ل.ين     | تركيا ل.ين | الصين 19 | فرنسا 16 | إيطاليا 14 | كتالونيا 14   | هولندا 14 | بريطانيا 17 | ألمانيا ل.ين | تشيك 15 | ماليزيا ل.ين | أستراليا ل.ين | اليابان 21  | البرتغال 20 | بلنسية 18   |        | 23    | 11   |
| 2007  | 250 سي سي | أبريليا | قطر ل.ين   | إسبانيا ل.ين | تركيا ل.ين | الصين 15 | فرنسا 17 | إيطاليا 23 | كتالونيا ل.يب | بريطانيا  | هولندا      | ألمانيا      | تشيك    | سان مارينو   | البرتغال      | اليابان     | أستراليا    | ماليزيا     | بلنسية | 30    | 1    |

## روابط خارجية
- أرتورو تيزون على موقع MotoGP.com (الإنجليزية)
- أرتورو تيزون على موقع WorldSBK.com (الإنجليزية)